# رپریز رکوردز
رپریز رکوردز (به انگلیسی: Reprise Records) (تلفظ ‎/rəˈpriz/‎) یک شرکت آمریکایی نشر آثار موسیقی است که در سال ۱۹۶۰ توسط فرانک سیناترا بنیان گذاشته شد. این شرکت بین سال‌های ۱۹۷۶ تا ۱۹۸۷ بیشتر غیرفعال بود. رپرایز رکورد متعلق به وارنر موزیک گروپ می‌باشد و به وسیله وارنر براز. رکوردز اداره می‌شود.